# Griselda Pastor
Griselda Pastor Llopart (Tarragona, 1961) es una periodista española, corresponsal en Bruselas de la Cadena SER.

## Trayectoria
Pastor inició sus estudios de periodismo y se formó en temas europeos en la Fondation Journalistes en Europe de París entre 1989 y 1990. Comenzó su carrera profesional en Ràdio Reus y como corresponsal en Tarragona de la Agencia EFE. Posteriormente, entre 1990 y 1998, se encargó de la información política de la Cadena SER en Cataluña en Ràdio Barcelona.
En 1998, Pastor se trasladó a Bruselas como corresponsal para la Cadena SER. Su larga trayectoria como corresponsal en Bruselas ha sido reconocida con diferentes premios y nominaciones. Es miembro del Consejo de la Asociación de Prensa Internacional (API) con sede en Bruselas.

## Reconocimientos
En 2003, quedó finalista del XXIX Premio de Periodismo Cirilo Rodríguez, convocado por la Asociación de Prensa de Segovia (APS) para corresponsales y enviados especiales de medios españoles en el extranjero. Al año siguiente, en 2004, recibió el Premio Salvador de Madariaga en la categoría de Radio.
En 2018, recibió el Premio Ernest Udina a la Trayectoria Europeísta otorgado por la Associació de Periodistes Europeus de Catalunya (APEC). El jurado valoró “su la larga trayectoria como corresponsal de la Cadena SER en Bruselas desde donde ha informado de los principales capítulos de la historia europea, desde el euro hasta la ampliación de la UE, de la crisis económica a la de los refugiados, y del Brexit, entre muchos otros”. Igualmente se destacó “la energía y la pasión que pone en sus crónicas radiofónicas” y “el esfuerzo profesional de trabajar en un medio radiofónico en Bruselas para sintetizar y explicar la actualidad europea”.